# Christine Bols
Christine Bols (Brasschaat, 25 december 1950) is een Vlaams schrijfster. Ze begon te schrijven op 60-jarige leeftijd en schrijft thrillers.